# Bajaj Qute
Der Bajaj Qute, ursprünglich zusammen mit Renault-Nissan als Bajaj RE60 entwickelt, ist ein bis zu 70 km/h schnelles Leichtkraftfahrzeug des indischen Motorrad- und Autorikschaherstellers Bajaj Auto.

## Konzeption
Es ist das erste vierrädrige Fahrzeug des Herstellers und hat maximal vier Sitzplätze. Es wurde für den Stadtverkehr entwickelt, konnte aber in Indien bis etwa Mitte 2018 nicht als privates Auto zugelassen werden. Der Hersteller, der das Fahrzeug als Nachfolger einer dreirädrigen Rikscha für den Stadtverkehr entworfen hat, kämpfte um die Anerkennung einer neuen Fahrzeugsparte „Quadricycle“. Am 22. Mai 2013 wurde das Fahrzeug in Indien zugelassen, aber vorerst ausschließlich als Rikscha zur gewerblichen Nutzung. Es besteht in der indischen Automobilbranche die Befürchtung, das neue Marktsegment könne preiswerte Automodelle verdrängen. Inzwischen hat das Fahrzeug die ARAI-Zulassung nach den neuen indischen Quadricycle-Normen erhalten. Es ist mit einem Verkaufspreis von rund 1900 Euro das billigste Auto der Welt, noch günstiger als der eingestellte Tata Nano, der jedoch als wirtschaftlicher Flop gilt.

## Entwicklung
Das Fahrzeug entstand als Ultra-Lowcost-Projekt (ULC) und wurde erstmals als Konzeptfahrzeug auf der Auto Expo 2008 vorgestellt. Nach dem Ausstieg von Renault aus dem Projekt wurde die Entwicklung von Bajaj allein fortgesetzt. 2012 wurde das fertig entwickelte Fahrzeug in Indien mit einer angegebenen Geschwindigkeit von 35 km/h präsentiert. Seitdem versucht das Unternehmen, die Straßenzulassung im Rahmen einer neuen Fahrzeugklasse zu erhalten. So wurde eine Variante mit 200-cm³-Einzylindermotor und 14,71 kW (20 PS) geplant, der innerorts 24 km pro Liter (ca. 4,2 l/100 km) und außerorts 35 km pro Liter (ca. 2,8 l/100 km) fahren sollte. Es war auch ein Modell mit mehr Komfortmerkmalen geplant, es wurde jedoch nur der einfache RE60 zur Serienreife entwickelt. Auch die Entwicklung einer Modellvariante für drei Personen wurde offenbar nicht weiter verfolgt. Der ursprünglich anvisierte Preis von 60.000 Rupien (rd. 740 Euro) galt jedoch von Anfang an als unrealistisch, die ersten Exportfahrzeuge kosteten 2000 US-Dollar (1730 Euro).

## Merkmale

### Antrieb
Der Qute hat einen wassergekühlten Einzylinder-Ottomotor mit vier Ventilen und der von Bajaj DTSi („Digital Tri-Spark Ignition“) genannten Dreifachzündung mit drei Zündkerzen. Es sollen auch Motorvarianten für den Betrieb mit Erdgas (CNG) und Flüssiggas (LPG) erhältlich sein. Der Kraftstoffverbrauch soll bei 36 Kilometern pro Liter (2,8 Litern pro 100 Kilometer) liegen. Der Motor ist als Heckmotor unter der Rückbank angeordnet. Das Fahrzeug hat ein sequentielles Getriebe, modular mit fünf Gängen und Rückwärtsgang aus der Motorradproduktion.

### Karosserie
Bei der Entwicklung des Fahrzeugs sei nach Angabe des Herstellers eine selbsttragende Karosserie aus Stahl mit Verkleidungsteilen aus Kunststoff mit hochfesten Stählen verwendet worden. Der Viertürer ist mit vorderen Scheibenbremsen und Trommelbremsen im Heck ausgestattet. Ein Kombiinstrument ist mittig angeordnet und damit für Links- und Rechtsverkehr geeignet. Links und rechts davon befinden sich Aufbewahrungsboxen, seitlich kommen kleinere Taschen an allen Türen hinzu, unter den hochklappbaren Vordersitzen befindet sich weiterer Stauraum, die relativ flache Rückenlehne lässt sich zweigeteilt umklappen, dahinter befindet sich Stauraum in der Tiefe etwa eines Aktenkoffers. Unter der Frontklappe, die auch den Tankstutzen verbirgt, befindet sich der eigentliche Kofferraum. Das Fahrzeug ist 2752 mm lang, 1312 mm breit, 1652 mm hoch und hat einen Radstand von 1925 mm, der Wendekreis soll 7 m betragen.

### Sicherheit
Den Crashtest hat das Fahrzeug, das zwar Sicherheitsgurte (ohne Gurtstraffer), aber keine Airbags hat, nicht bestanden. Sicher sei das Fahrzeug nach Auffassung des Focus lediglich im Vergleich mit Motorrad-Rikschas oder Zweirädern. Ein erhebliches Verletzungsrisiko besteht vor allem im Kopf- und Brustbereich. Beim Seitencrash wurde eine Tür aus der Verankerung gerissen. Die Sicherheitsbedenken waren damit der Hauptgrund, dass der anvisierte Verkaufsstart in Indien für 2015 verschoben wurde. Der ADAC vergibt 4 von 16 Punkten für den Frontalcrash und 6 von 16 für den Seitencrash. Beim Frontalaufprall wurden die instabile Fahrgastzelle und Berührung von Kopf, Oberschenkel und Becken mit harten Strukturen bemängelt, der Seitencrash hätte zu schweren bis tödlichen Verletzungen führen können. Auch fehlt ein regulärer Kühlergrill als Verstärkung für den Aufprallschutz.

## Marktstatus
Offizielle Angaben zu einer Zulassung in Indien gab es nach 2013 nicht, jedoch mutmaßte der Focus im Oktober 2016, diese müsse wohl erfolgt sein, da das Fahrzeug bei den Händlern in den Showrooms ausgestellt sei. Demgegenüber rief der Hersteller bis etwa Mitte 2018 unter dem Hashtag #FreeTheQute die heimische Bevölkerung dazu auf, sich für die Anerkennung der neuen Fahrzeugsparte einzusetzen. Der Export ist nach der erfolgten Präsenz in der Türkei in 35 weitere Länder geplant, als Nächstes in Sri Lanka, sowie in asiatische, afrikanische und lateinamerikanische Staaten (Stand: Januar 2019). In Europa werden Russland, Polen und die Ukraine anvisiert. Einzelne Modellvarianten sind in Deutschland mit reduziertem Gewicht und begrenzter Geschwindigkeit ab 16 Jahren für AM-Führerschein zugelassen, jedoch gehört die Europäische Union mit Ausnahme Polens nicht zu den anvisierten Exportmärkten des Herstellers. Online erhältlich ist (Stand 2018) in der EU eine Modellvariante zu einem Preis von rund 6600 Euro mit einem 216,6-cm³-Viertaktmotor und einer Höchstgeschwindigkeit von 70 km/h.
Nach harten juristischen Auseinandersetzungen bekam der Hersteller im Jahr 2019 die reguläre Straßenzulassung für die sechs Bundesstaaten Kerala, Gujarat, Rajasthan, Uttar Pradesh, Odisha und Maharashtra. Das Unternehmen produzierte 2013 zunächst 5000 Einheiten pro Jahr und steigerte die Produktion mit der Straßenzulassung auf 60.000 Einheiten pro Jahr im Waluj-Werk in Aurangabad.